# Santa Anna de Sort
Santa Anna de Sort és una Capella a l'interior de la vila de Sort a la comarca del Pallars Sobirà.